# Асоціація білорусів світу «Бацькаўшчына»
Асоціація білорусів світу «Бацькаўшчына» (укр. Батьківщина) (біл. тарашк. Згуртаваньне Беларусаў Сьвету «Бацькаўшчына») — міжнародна організація, яка об'єднує людей білоруського походження в усьому світі. Станом на 2016 рік членами «Бацькаўшчыны» було 135 організацій білоруської діаспори з 28 країн.
Організація була заснована в 1990 році. З тих пір організація просуває білоруську культуру в Білорусі і за кордоном, публікуючи численні книги про білоруську культуру та історію білорусів за кордоном, організовуючи конференції, в тому числі Всесвітні конгреси білорусів кожні п'ять років.
Нинішній президент «Бацькаўшчыны» — Олена Маковська. Голова Ради — Ніна Шидловська.